# I liga argentyńska w piłce nożnej (1984)
Sezon 1984 był ostatnim sezonem, w którym w Argentynie rozgrywano dwa turnieje mistrzowskie – ogólnokrajowy Campeonato Nacional i stołeczny Campeonato Metropolitano. Po przejściowym sezonie 1985 w sezonie 1985/86 liga stołeczna miała stać się ligą ogólnonarodową.
Mistrzem Argentyny Campeonato Nacional w sezonie 1984 został Ferro Carril Oeste, a wicemistrzem Argentyny Nacional został klub River Plate.
Mistrzem Argentyny Metropolitano w sezonie 1984 został klub Argentinos Juniors, natomiast wicemistrzem Argentyny Metropolitano – Ferro Carril Oeste.
Do Copa Libertadores 1985 zakwalifikowały się dwa kluby:
- Ferro Carril Oeste (mistrz Campeonato Nacional)
- Argentinos Juniors (mistrz Campeonato Metropolitano)

## Campeonato Nacional 1984
W Campeonato Nacional wzięły udział 32 kluby – 20 klubów biorących udział w mistrzostwach Metropolitano oraz 12 klubów z prowincji. Prowincjonalna dwunastka została wyłoniona podczas rozgrywek klasyfikacyjnych klubów które wygrały swoje ligi prowincjonalne w roku 1983.
W sezonie 1984 w mistrzostwach Nacional wzięły udział następujące kluby z regionu stołecznego (Metropolitano): Argentinos Juniors, Atlanta Buenos Aires, Belgrano Córdoba, Boca Juniors, Chacarita Juniors, Estudiantes La Plata, Ferro Carril Oeste, CA Huracán, Independiente, Instituto Córdoba, Newell’s Old Boys, CA Platense, Racing Córdoba, River Plate, Rosario Central, San Lorenzo de Almagro, Talleres Córdoba, CA Temperley, Unión Santa Fe, CA Vélez Sarsfield
Do pierwszej ligi mistrzostw Nacional w sezonie 1984 zakwalifikowały się następujące kluby z prowincji:
Altos Hornos Zapla Palpalá, Atlético Ledesma Pueblo Ledesma, Atlético Tucumán, Central Norte Salta, Estudiantes Río Cuarto, Ferro Carril Oeste General Pico, Gimnasia y Esgrima Mendoza, Kimberley Mar del Plata, Olimpo Bahía Blanca, Unión General Pinedo, Unión San Vicente Córdoba, Uruguay Concepción del Uruguay

### Grupa A
| Data           | Mecz |
| -------------- | --- |
| 19 lutego 1984 | Boca Juniors – Newell’s Old Boys 1:1 Ricardo Gareca - Víctor R. Ramos mecz rozegrany został na stadionie klubu CA Vélez Sarsfield                                                   |
| 19 lutego 1984 | Ferro Carril Oeste General Pico – Talleres Córdoba 2:3 Rito R. Fernández, Jorge Ribolzi - Ángel Hoyos, Mario Bevilaqua (2)                                                          |
| 24 lutego 1984 | Talleres Córdoba – Newell’s Old Boys 4:1 Ángel Hoyos, Gabriel Seghetti, Mario Bevilaqua, Oscar Tedini - ? mecz rozegrany został na stadionie Estadio Córdoba                        |
| 26 lutego 1984 | Ferro Carril Oeste General Pico – Boca Juniors 0:0 |
| 4 marca 1984   | Boca Juniors – Talleres Córdoba 2:0 Ricardo Gareca, Sergio A. Otero mecz rozegrany został na stadionie klubu CA Vélez Sarsfield                                                     |
| 4 marca 1984   | Newell’s Old Boys – Ferro Carril Oeste General Pico 3:2 Víctor R. Ramos (2), Sergio Almirón - Jorge Ribolzi, Silvio Paiva                                                           |
| 9 marca 1984   | Newell’s Old Boys – Talleres Córdoba 2:0 Víctor R. Ramos, Gerardo D. Martino |
| 11 marca 1984  | Boca Juniors – Ferro Carril Oeste General Pico 1:0 Jorge C. A. Domínguez mecz rozegrany został na stadionie klubu CA Vélez Sarsfield                                                |
| 18 marca 1984  | Talleres Córdoba – Boca Juniors 3:3 Oscar Tedini (2), Omar Beccerica - Jorge A. Vázquez, Roberto Passucci, Jorge C. A. Domínguez mecz rozegrany został na stadionie Estadio Córdoba |
| 18 marca 1984  | Ferro Carril Oeste General Pico – Newell’s Old Boys 1:1 Daniel Gómez - Roberto O. Zárate                                                                                            |
| 25 marca 1984  | Newell’s Old Boys – Boca Juniors 1:0 Víctor R. Ramos |
| 25 marca 1984  | Talleres Córdoba – Ferro Carril Oeste General Pico 4:1 Ángel Hoyos (3, 1k), Daniel Riquelme - Rito R. Fernández mecz rozegrany został na stadionie Estadio Córdoba                  |

| Poz | Klub                            | Mecze | Zw | Rem | Por | Pkt | BrZd | BrStr |
| --- | ------------------------------- | ----- | -- | --- | --- | --- | ---- | ----- |
| 1   | Newell’s Old Boys               | 6     | 3  | 2   | 1   | 8   | 9    | 8     |
| 2   | Talleres Córdoba                | 6     | 3  | 1   | 2   | 7   | 14   | 11    |
| 3   | Boca Juniors                    | 6     | 2  | 3   | 1   | 7   | 7    | 5     |
| 4   | Ferro Carril Oeste General Pico | 6     | 0  | 2   | 4   | 2   | 6    | 12    |

### Grupa B
| Data           | Mecz |
| -------------- | --- |
| 19 lutego 1984 | San Lorenzo de Almagro – CA Temperley 5:1 Walter Perazzo (2), Sergio O. Luna, Jorge R. Rinaldi, Rubens Navarro - Oscar Moris mecz rozegrany został na stadionie klubu Atlanta Buenos Aires              |
| 19 lutego 1984 | Unión General Pinedo – Gimnasia y Esgrima Mendoza 3:3 Miguel A. Palavecino (2), Osvaldo N. Córdoba - Oscar Quintana, Juan G. Funes (2)                                                                  |
| 26 lutego 1984 | Unión General Pinedo – San Lorenzo de Almagro 1:2 Miguel A. Palavecino (k) - Jorge R. Rinaldi, Walter Perazzo mecz rozegrany został na stadionie klubu Chaco For Ever Resistencia                       |
| 26 lutego 1984 | Gimnasia y Esgrima Mendoza – CA Temperley 2:2 Juan G. Funes, Oscar Quintana - Darío Sivisky, Hugo Lacava Schell mecz rozegrany został na stadionie Estadio Malvinas Argentinas                          |
| 4 marca 1984   | CA Temperley – Unión General Pinedo 0:0 |
| 4 marca 1984   | San Lorenzo de Almagro – Gimnasia y Esgrima Mendoza 4:3 Walter Perazzo, Jorge R. Rinaldi (3) - Juan G. Funes, Daniel Sosa, Omar R. Olguín mecz rozegrany został na stadionie klubu Atlanta Buenos Aires |
| 11 marca 1984  | CA Temperley – Gimnasia y Esgrima Mendoza 1:1 Jorge Cragno - Oscar Quintana |
| 11 marca 1984  | San Lorenzo de Almagro – Unión General Pinedo 1:1 Jorge R. Rinaldi - Juan C. Argüello mecz rozegrany został na stadionie klubu Atlanta Buenos Aires                                                     |
| 18 marca 1984  | Unión General Pinedo – CA Temperley 1:1 Celso Freyre - Oscar Moris mecz rozegrany został na stadionie klubu Chaco For Ever Resistencia                                                                  |
| 18 marca 1984  | Gimnasia y Esgrima Mendoza – San Lorenzo de Almagro 1:1 Juan G. Funes (k) - Jorge R. Rinaldi mecz rozegrany został na stadionie Estadio Malvinas Argentinas                                             |
| 25 marca 1984  | CA Temperley – San Lorenzo de Almagro 1:1 Jorge A. Álvarez - Luis Amuchástegui mecz rozegrany został na stadionie klubu CA Banfield                                                                     |
| 25 marca 1984  | Gimnasia y Esgrima Mendoza – Unión General Pinedo 0:0 mecz rozegrany został na stadionie Estadio Malvinas Argentinas                                                                                    |

| Poz | Klub                       | Mecze | Zw | Rem | Por | Pkt | BrZd | BrStr |
| --- | -------------------------- | ----- | -- | --- | --- | --- | ---- | ----- |
| 1   | San Lorenzo de Almagro     | 6     | 3  | 3   | 0   | 9   | 14   | 8     |
| 2   | Gimnasia y Esgrima Mendoza | 6     | 0  | 5   | 1   | 5   | 10   | 11    |
| 3   | Unión General Pinedo       | 6     | 0  | 5   | 1   | 5   | 6    | 7     |
| 4   | CA Temperley               | 6     | 0  | 5   | 1   | 5   | 6    | 10    |

### Grupa C
| Data           | Mecz |
| -------------- | --- |
| 19 lutego 1984 | Rosario Central – CA Vélez Sarsfield 2:1 Raúl Chaparro (k), Jorge A. Taverna - Pedro Larraquy (k) mecz rozegrany został na stadionie klubu Newell’s Old Boys |
| 19 lutego 1984 | Belgrano Córdoba – Central Norte Salta 3:1 Carlos Guerini, Miguel A. Ludueña, Miguel Batalla - José R. Tártalo                                               |
| 26 lutego 1984 | CA Vélez Sarsfield – Central Norte Salta 3:0 Jorge A. Comas, Fabián A. Vázquez, Daniel Messina                                                               |
| 26 lutego 1984 | Rosario Central – Belgrano Córdoba 1:0 Raúl Chaparro (k) mecz rozegrany został na stadionie klubu Newell’s Old Boys                                          |
| 4 marca 1984   | Belgrano Córdoba – CA Vélez Sarsfield 1:0 Germán Martelotto                                                                                                  |
| 4 marca 1984   | Central Norte Salta – Rosario Central 1:1 Octavio Fontana (k) - Jorge Balbis                                                                                 |
| 11 marca 1984  | Belgrano Córdoba – Rosario Central 2:1 Carlos Guerini, Miguel Batalla - Raúl Chaparro (k)                                                                    |
| 11 marca 1984  | Central Norte Salta – CA Vélez Sarsfield 0:2 Carlos Bianchi (2, 1k) mecz przerwany został w 85 minucie – wynik został zachowany                              |
| 18 marca 1984  | Rosario Central – Central Norte Salta 2:0 Jorge Taverna (2) mecz rozegrany został na stadionie klubu Newell’s Old Boys                                       |
| 18 marca 1984  | CA Vélez Sarsfield – Belgrano Córdoba 1:1 Víctor A. Lucero - José L. Leiva                                                                                   |
| 25 marca 1984  | CA Vélez Sarsfield – Rosario Central 2:2 José L. Cuciuffo, Fabián A. Vázquez - Claudio A. Scalise, Héctor Chazarreta (k)                                     |
| 25 marca 1984  | Central Norte Salta – Belgrano Córdoba 0:1 Fernando Cantarini mecz rozegrany został na stadionie klubu Juventud Antoniana Salta                              |

| Poz | Klub                | Mecze | Zw | Rem | Por | Pkt | BrZd | BrStr |
| --- | ------------------- | ----- | -- | --- | --- | --- | ---- | ----- |
| 1   | Belgrano Córdoba    | 6     | 4  | 1   | 1   | 9   | 8    | 4     |
| 2   | Rosario Central     | 6     | 3  | 2   | 1   | 8   | 9    | 6     |
| 3   | CA Vélez Sarsfield  | 6     | 2  | 2   | 2   | 6   | 9    | 6     |
| 4   | Central Norte Salta | 6     | 0  | 1   | 5   | 1   | 2    | 12    |

### Grupa D
| Data           | Mecz |
| -------------- | --- |
| 19 lutego 1984 | River Plate – CA Huracán 2:0 Enrique Villalba (2) |
| 19 lutego 1984 | Estudiantes Río Cuarto – Uruguay Concepción del Uruguay 1:1 Héctor Pitarch - Carlos H. Velázquez                                                                                   |
| 26 lutego 1984 | River Plate – Uruguay Concepción del Uruguay 5:0 Carlos Tapia, Roque R. Alfaro (2), Edgardo Teglia, Néstor Píccoli                                                                 |
| 26 lutego 1984 | CA Huracán – Estudiantes Río Cuarto 2:0 Claudio O. García (2) mecz rozegrany został na stadionie klubu Nueva Chicago Buenos Aires                                                  |
| 4 marca 1984   | Uruguay Concepción del Uruguay – CA Huracán 1:2 Carlos H. Velázquez - Claudio Morresi, Claudio A. Scalise                                                                          |
| 4 marca 1984   | Estudiantes Río Cuarto – River Plate 2:2 Ariel Ramonda (2) - Edgardo Teglia, Eduardo Saporiti                                                                                      |
| 11 marca 1984  | Uruguay Concepción del Uruguay – River Plate 0:6 Enzo Francescoli, Roque R. Alfaro (2), Edgardo Teglia, Jorge A. García, Américo R. Gallego                                        |
| 11 marca 1984  | Estudiantes Río Cuarto – CA Huracán 1:2 Ariel Ramonda (k) - Claudio O. García, José R. Scalise mecz przerwany został w 87 minucie – wynik zachowano                                |
| 18 marca 1984  | River Plate – Estudiantes Río Cuarto 3:2 Américo R. Gallego, Norbero O. Alonso, Alfredo De los Santos - Raúl Vargas Ríos (2)                                                       |
| 18 marca 1984  | CA Huracán – Uruguay Concepción del Uruguay 7:0 Claudio Morresi (4, 3k), Néstor Candedo, Claudio O. García (2) mecz rozegrany został na stadionie klubu Nueva Chicago Buenos Aires |
| 25 marca 1984  | CA Huracán – River Plate 1:4 Claudio O. García (k) - Enzo Francescoli, Edgardo Teglia, Roque R. Alfaro, Américo R. Gallego                                                         |
| 25 marca 1984  | Uruguay Concepción del Uruguay – Estudiantes Río Cuarto 0:3 Héctor Pitach, Raúl Vargas Ríos, Juan M. Llop                                                                          |

| Poz | Klub                           | Mecze | Zw | Rem | Por | Pkt | BrZd | BrStr |
| --- | ------------------------------ | ----- | -- | --- | --- | --- | ---- | ----- |
| 1   | River Plate                    | 6     | 5  | 1   | 0   | 11  | 22   | 5     |
| 2   | CA Huracán                     | 6     | 4  | 0   | 2   | 8   | 14   | 8     |
| 3   | Estudiantes Río Cuarto         | 6     | 1  | 2   | 3   | 4   | 9    | 10    |
| 4   | Uruguay Concepción del Uruguay | 6     | 0  | 1   | 5   | 1   | 2    | 24    |

### Grupa E
| Data           | Mecz |
| -------------- | --- |
| 19 lutego 1984 | Instituto Córdoba – Altos Hornos Zapla Palpalá 5:0 Mario A. Rizzi (3), Osvaldo M. Márquez, Alberto Beltrán                                                                     |
| 19 lutego 1984 | CA Platense – Ferro Carril Oeste 1:4 Julio C. Gaona - Oscar R. Acosta, Alberto J. Márcico (2, 2k), Adolfino Cañete mecz rozegrany został na stadionie klubu Argentinos Juniors |
| 26 lutego 1984 | CA Platense – Instituto Córdoba 2:0 Daniel A. Godoy, Roque Erba mecz rozegrany został na stadionie klubu Argentinos Juniors                                                    |
| 26 lutego 1984 | Ferro Carril Oeste – Altos Hornos Zapla Palpalá 2:0 Alberto J. Márcico, Adolfino Cañete                                                                                        |
| 4 marca 1984   | Instituto Córdoba – Ferro Carril Oeste 3:3 Mario A. Rizzi (2, 1k), Roberto Brunetto - Víctor H. Marchesini, Esteban F. González (2)                                            |
| 4 marca 1984   | Altos Hornos Zapla Palpalá – CA Platense 1:2 Enrique Borneman - Amadeo Gasparini, Aníbal C. Romero                                                                             |
| 11 marca 1984  | Instituto Córdoba – CA Platense 0:0 |
| 11 marca 1984  | Altos Hornos Zapla Palpalá – Ferro Carril Oeste 0:1 Esteban F. González |
| 18 marca 1984  | CA Platense – Altos Hornos Zapla Palpalá 1:1 Roque Erba - Carlos Tejeda |
| 18 marca 1984  | Ferro Carril Oeste – Instituto Córdoba 1:1 Oscar R. Acosta - Mario A. Rizzi |
| 25 marca 1984  | Ferro Carril Oeste – CA Platense 1:1 Héctor Cúper - Ricardo A. Roldán |
| 25 marca 1984  | Altos Hornos Zapla Palpalá – Instituto Córdoba 0:2 Osvaldo M. Márquez, Rodolfo C. Rodríguez                                                                                    |

| Poz | Klub                       | Mecze | Zw | Rem | Por | Pkt | BrZd | BrStr |
| --- | -------------------------- | ----- | -- | --- | --- | --- | ---- | ----- |
| 1   | Ferro Carril Oeste         | 6     | 3  | 3   | 0   | 9   | 12   | 6     |
| 2   | Instituto Córdoba          | 6     | 2  | 3   | 1   | 7   | 11   | 6     |
| 3   | CA Platense                | 6     | 2  | 3   | 1   | 7   | 7    | 7     |
| 4   | Altos Hornos Zapla Palpalá | 6     | 0  | 1   | 5   | 1   | 2    | 13    |

### Grupa F
| Data           | Mecz |
| -------------- | --- |
| 19 lutego 1984 | Chacarita Juniors – Atlético Tucumán 3:2 Oscar Fonseca Gomes (2, 2k), Gustavo Yalvé - Luis C. Reartez (2) mecz rozegrany został na stadionie klubu Deportivo Español                                         |
| 19 lutego 1984 | Independiente – Kimberley Mar del Plata 5:1 Jorge L. Burruchaga, Claudio Marangoni (2), José Percudani, Alejandro Barberón - Hugo Villaverde s                                                               |
| 24 lutego 1984 | Independiente – Chacarita Juniors 3:0 Jorge L. Burruchaga, Claudio Marangoni, Jorge L. Clara |
| 26 lutego 1984 | Kimberley Mar del Plata – Atlético Tucumán 1:1 Carlos Rivera - Luis C. Reartez mecz rozegrany został na stadionie Estadio Mar del Plata                                                                      |
| 4 marca 1984   | Atlético Tucumán – Independiente 0:1 Ricardo E. Bochini |
| 4 marca 1984   | Chacarita Juniors – Kimberley Mar del Plata 7:0 Gustavo Yalvé (2), Enrique E. Borrelli, Oscar Fonseca Gomes, Eduardo Stehlik, Osvaldo Damiano (2) mecz rozegrany został na stadionie klubu Deportivo Español |
| 11 marca 1984  | Atlético Tucumán – Kimberley Mar del Plata 2:1 Luis C. Reartez, Américo M. Sosa - Fabián Martínez |
| 11 marca 1984  | Chacarita Juniors – Independiente 0:1 Gustavo Crnko mecz rozegrany został na stadionie klubu Deportivo Español                                                                                               |
| 18 marca 1984  | Independiente – Atlético Tucumán 0:2 Pedro D. Monzón s, Héctor A. Díaz |
| 18 marca 1984  | Kimberley Mar del Plata – Chacarita Juniors 0:3 Gustavo Yalvé (2), Juan C. Peralta s mecz rozegrany został na stadionie Estadio Mar del Plata                                                                |
| 24 marca 1984  | Kimberley Mar del Plata – Independiente 0:0 mecz rozegrany został na stadionie Estadio Mar del Plata |
| 25 marca 1984  | Atlético Tucumán – Chacarita Juniors 0:1 Guillermo Rodríguez |

| Poz | Klub                    | Mecze | Zw | Rem | Por | Pkt | BrZd | BrStr |
| --- | ----------------------- | ----- | -- | --- | --- | --- | ---- | ----- |
| 1   | Independiente           | 6     | 4  | 1   | 1   | 9   | 10   | 3     |
| 2   | Atlético Tucumán        | 6     | 2  | 1   | 3   | 5   | 7    | 7     |
| 3   | Chacarita Juniors       | 6     | 4  | 0   | 2   | 2   | 14   | 6     |
| 4   | Kimberley Mar del Plata | 6     | 0  | 2   | 4   | 2   | 3    | 18    |

- Chacarita Juniors – odjęto 6 punktów

### Grupa G
| Data           | Mecz |
| -------------- | --- |
| 19 lutego 1984 | Atlético Ledesma Pueblo Ledesma – Racing Córdoba 2:0 Carlos Cil (k), Dante Pralong                                                                                     |
| 19 lutego 1984 | Argentinos Juniors – Unión Santa Fe 4:0 Pedro P. Pasculli (2, 1k), Sergio D. Batista, Carlos Ereros mecz rozegrany został na stadionie klubu Ferro Carril Oeste        |
| 26 lutego 1984 | Racing Córdoba – Unión Santa Fe 1:0 Atilio Oyola mecz rozegrany został na stadionie klubu Instituto Córdoba                                                            |
| 26 lutego 1984 | Atlético Ledesma Pueblo Ledesma – Argentinos Juniors 1:2 Pedro Argota - José A. Castro, Pedro P. Pasculli                                                              |
| 4 marca 1984   | Argentinos Juniors – Racing Córdoba 0:0 mecz rozegrany został na stadionie klubu Ferro Carril Oeste                                                                    |
| 4 marca 1984   | Unión Santa Fe – Atlético Ledesma Pueblo Ledesma 2:1 Ramón M. Centurión, Hugo Zavagno - Pedro Argota                                                                   |
| 11 marca 1984  | Unión Santa Fe – Racing Córdoba 2:2 Ramón M. Centurión, Fernando H. Alí - Roberto D. Gasparini, Omar J. Cabral                                                         |
| 11 marca 1984  | Argentinos Juniors – Atlético Ledesma Pueblo Ledesma 1:1 Carlos Ereros - Humberto D. Gutiérrez mecz rozegrany został na stadionie klubu Ferro Carril Oeste             |
| 17 marca 1984  | Racing Córdoba – Argentinos Juniors 1:1 Roberto D. Gasparini - Pedro P. Pasculli mecz rozegrany został na stadionie klubu Instituto Córdoba                            |
| 18 marca 1984  | Atlético Ledesma Pueblo Ledesma – Unión Santa Fe 2:4 Adalberto Perroud, Félix A. Quinteros - Fernando H. Alí, Luis Andreuchi (2), Osvaldo S. Escudero                  |
| 25 marca 1984  | Unión Santa Fe – Argentinos Juniors 1:2 Osvaldo S. Escudero - Jorge M. Olguín, Juan J. López                                                                           |
| 25 marca 1984  | Racing Córdoba – Atlético Ledesma Pueblo Ledesma 2:2 Omar J. Cabral (2) - Carlos Cil, Humberto D. Gutiérrez mecz rozegrany został na stadionie klubu Instituto Córdoba |

| Poz | Klub                            | Mecze | Zw | Rem | Por | Pkt | BrZd | BrStr |
| --- | ------------------------------- | ----- | -- | --- | --- | --- | ---- | ----- |
| 1   | Argentinos Juniors              | 6     | 3  | 3   | 0   | 9   | 10   | 4     |
| 2   | Racing Córdoba                  | 6     | 1  | 4   | 1   | 6   | 6    | 7     |
| 3   | Unión Santa Fe                  | 6     | 2  | 1   | 3   | 5   | 9    | 12    |
| 4   | Atlético Ledesma Pueblo Ledesma | 6     | 1  | 2   | 3   | 4   | 9    | 11    |

### Grupa H
| Data           | Mecz |
| -------------- | --- |
| 19 lutego 1984 | Unión San Vicente Córdoba – Atlanta Buenos Aires 1:1 Roberto Corró - Alfredo M. Torres (k)                                                                                                  |
| 19 lutego 1984 | Olimpo Bahía Blanca – Estudiantes La Plata 0:4 Guillermo Trama (3), Claudio Larramendi |
| 26 lutego 1984 | Atlanta Buenos Aires – Estudiantes La Plata 1:2 Walter Támer - Adriano T. C. Mendes, José M. Vieta                                                                                          |
| 26 lutego 1984 | Unión San Vicente Córdoba – Olimpo Bahía Blanca 2:3 Víctor H. Agonil, Jorge Pajurek - Manuel Cheiles, José R. Palacios, Raúl Schmidt (k) mecz rozegrany został na stadionie Estadio Córdoba |
| 4 marca 1984   | Olimpo Bahía Blanca – Atlanta Buenos Aires 1:0 Roberto Depietri |
| 4 marca 1984   | Estudiantes La Plata – Unión San Vicente Córdoba 2:1 Sergio Gurrieri, José D. Ponce - Eduardo M. Díaz                                                                                       |
| 11 marca 1984  | Olimpo Bahía Blanca – Unión San Vicente Córdoba 4:0 Raúl Schmidt (2), José R. Palacios, Manuel Cheiles                                                                                      |
| 11 marca 1984  | Estudiantes La Plata – Atlanta Buenos Aires 3:1 Marcelo Trobbiani, José D. Ponce, Hugo Issa - Jorge G. Villagra                                                                             |
| 16 marca 1984  | Unión San Vicente Córdoba – Estudiantes La Plata 1:3 Roberto Corró - Guillermo Trama (2), Adriano T. C. Mendes mecz rozegrany został na stadionie klubu Instituto Córdoba                   |
| 18 marca 1984  | Atlanta Buenos Aires – Olimpo Bahía Blanca 2:1 Manuel Pereyra, Jorge G. Villagra - Raúl Schmidt (k)                                                                                         |
| 25 marca 1984  | Atlanta Buenos Aires – Unión San Vicente Córdoba 4:1 Luis Erramuspe (2), Alfredo Graciani, Alfredo M. Torres - Daniel Murúa                                                                 |
| 25 marca 1984  | Estudiantes La Plata – Olimpo Bahía Blanca 1:1 Marcelo Trobbiani (k) - Raúl Schmidt |

| Poz | Klub                      | Mecze | Zw | Rem | Por | Pkt | BrZd | BrStr |
| --- | ------------------------- | ----- | -- | --- | --- | --- | ---- | ----- |
| 1   | Estudiantes La Plata      | 6     | 5  | 1   | 0   | 11  | 15   | 5     |
| 2   | Olimpo Bahía Blanca       | 6     | 3  | 1   | 2   | 7   | 10   | 9     |
| 3   | Atlanta Buenos Aires      | 6     | 2  | 1   | 3   | 5   | 9    | 9     |
| 4   | Unión San Vicente Córdoba | 6     | 0  | 1   | 5   | 1   | 6    | 17    |

### 1/8 finału
| Data             | Mecz |
| ---------------- | --- |
| 3 kwietnia 1984  | Belgrano Córdoba – Atlético Tucumán 2:0 Carlos Guerini, Osvaldo Mazo (k) |
| 4 kwietnia 1984  | Racing Córdoba – San Lorenzo de Almagro 1:1 Atilio Oyola - Walter Perazzo mecz rozegrany został na stadionie klubu Instituto |
| 4 kwietnia 1984  | Estudiantes La Plata – Talleres Córdoba 0:1 Ángel Hoyos (k) |
| 4 kwietnia 1984  | Rosario Central – Independiente 1:1 Alfredo P. Killer - Sergio Merlini |
| 4 kwietnia 1984  | Instituto Córdoba – River Plate 0:0 mecz rozegrany został na stadionie Estadio Córdoba |
| 4 kwietnia 1984  | Ferro Carril Oeste – CA Huracán 1:0 Víctor H. Marchesini |
| 4 kwietnia 1984  | Olimpo Bahía Blanca – Newell’s Old Boys 0:0 |
| 5 kwietnia 1984  | Argentinos Juniors – Gimnasia y Esgrima Mendoza 3:2 Pedro P. Pasculli (2), Miguel A. Lemme - Juan G. Funes (k), Raúl Zolorza według RSSSF mecz rozegrany został na stadionie klubu Ferro Carril Oeste |
| 7 kwietnia 1984  | Atlético Tucumán – Belgrano Córdoba 0:0 mecz przerwany został w 64 minucie mecz dokończono 14 kwietnia 1984 (według RSSSF meczu nie dokończono, a wynik zachowano) |
| 10 kwietnia 1984 | Talleres Córdoba – Estudiantes La Plata 1:1 Miguel A. Juárez - José M. Vieta mecz rozegrany został na stadionie Estadio Córdoba Awans: Talleres Córdoba |
| 11 kwietnia 1984 | San Lorenzo de Almagro – Racing Córdoba 3:1 Walter Perazzo, Rubens E. Navarro, Jorge R. Rinaldi - Roberto D. Gasparini mecz rozegrany został na stadionie klubu Atlanta Awans: San Lorenzo de Almagro |
| 11 kwietnia 1984 | Gimnasia y Esgrima Mendoza – Argentinos Juniors 1:2 Omar R. Olguín - Pedro P. Pasculli (2) mecz rozegrany został na stadionie Estadio Malvinas Argentinas Awans: Argentinos Juniors |
| 11 kwietnia 1984 | Independiente – Rosario Central 1:0 Enzo Trossero Awans: Independiente |
| 11 kwietnia 1984 | River Plate – Instituto Córdoba 2:0 Enzo Francescoli (2, 1k) Awans: River Plate |
| 11 kwietnia 1984 | CA Huracán – Ferro Carril Oeste 1:0 (dog), karne 6:7 Juan A. Sánchez karne: Claudio Morresi (+), Marcelo Bottari (+), Osvaldo Cortés (+), Claudio García (+), Néstor J. Candedo (+), Carlos A. Martínez (+), Oscar E. Gizzi (obronił Eduardo Basigalup), Juan A. Sánchez (-) - Alberto J. Márcico (+), Carlos Arregui (+), José C. Fantaguzzi (+), Adolfino Cañete (+), Oscar Agonil (+), Héctor Cúper (+), Oscar Garré (+), Jorge Brandoni (obronił Miguel A. Leyes) Awans: Ferro Carril Oeste |
| 11 kwietnia 1984 | Newell’s Old Boys – Olimpo Bahía Blanca 1:1 (dog), karne 7:6 Gerardo D. Martino - José R. Palacio karne: Carlos A. Macat (+), Fabián A. Basualdo (+), Roberto Viglione (+), Rubén Ciraolo (+), Ricardo Santillán (+), Marcelo Reggiardo (+), Sergio Barbieri (+), Sergio Almirón (-) - José R. Palacio Corrales (+), Miguel Di Gilio (+), Horacio B. García (+), Raúl Schmidt (+), Miguel A. Suárez (+), Roberto Depietri (+), Manuel Cheiles (-), Luis Basualdo (-) Awans: Newell’s Old Boys   |
| 14 kwietnia 1984 | Atlético Tucumán – Belgrano Córdoba 0:0 dokończenie brakujących 26 minut meczu przerwanego 7 kwietnia 1984 - mecz dokończono na stadionie klubu Central Córdoba Santiago del Estero Awans: Belgrano Córdoba |

### 1/4 finału
| Data             | Mecz |
| ---------------- | --- |
| 18 kwietnia 1984 | Belgrano Córdoba – River Plate 0:4 Edgardo Teglia (2), Alberto Bica, Roque R. Alfaro mecz rozegrany został na stadionie Estadio Córdoba                                                                                       |
| 18 kwietnia 1984 | Argentinos Juniors – Talleres Córdoba 2:1 Sergio D. Batista, Pedro P. Pasculli - Ángel Hoyos mecz rozegrany został na stadionie klubu Ferro Carril Oeste                                                                      |
| 18 kwietnia 1984 | Newell’s Old Boys – San Lorenzo de Almagro 2:2 Rubén Ciraolo, Sergio Almirón - Jorge N. Higuaín, Walter Perazzo |
| 26 kwietnia 1984 | Ferro Carril Oeste – Independiente 1:1 Alberto J. Márcico - Enrique O. Sánchez |
| 25 kwietnia 1984 | River Plate – Belgrano Córdoba 0:2 Luis Scatolaro, Abel D. Blasón (k) Awans: River Plate |
| 25 kwietnia 1984 | Talleres Córdoba – Argentinos Juniors 4:2 Ángel Hoyos, Oscar Tedini, Mario Bevilaqua, Omar Beccerica - Carlos Ereros, Mario H. Videla według RSSSF mecz rozegrany został na stadionie Estadio Córdoba Awans: Talleres Córdoba |
| 25 kwietnia 1984 | San Lorenzo de Almagro – Newell’s Old Boys 2:1 Rubén D. Insúa, Sergio O. Luna - Roberto Viglione mecz rozegrany został na stadionie klubu Atlanta Awans: San Lorenzo de Almagro                                               |
| 2 maja 1984      | Independiente – Ferro Carril Oeste 0:1 (dog) Carlos Arregui Awans: Ferro Carril Oeste |

### 1/2 finału
| Data         | Mecz |
| ------------ | --- |
| 2 maja 1984  | San Lorenzo de Almagro – River Plate 1:2 Armando I. Quinteros - Enzo Francescoli, Norberto O. Alonso mecz rozegrany został na stadionie klubu Vélez Sarsfield |
| 9 maja 1984  | Ferro Carril Oeste – Talleres Córdoba 1:0 Hugo Noremberg |
| 9 maja 1984  | River Plate – San Lorenzo de Almagro 2:1 Enrique Villalba, Norberto O. Alonso - Osvaldo Biaín Awans: River Plate                                              |
| 16 maja 1984 | Talleres Córdoba – Ferro Carril Oeste 1:1 Oscar Tedini - Hugo Noremberg mecz rozegrany został na stadionie Estadio Córdoba Awans: Ferro Carril Oeste          |

### Finał
| Data         | Mecz |
| ------------ | --- |
| 24 maja 1984 | River Plate – Ferro Carril Oeste 0:3 Adolfino Cañete, Hugo Noremberg, Alberto J. Márcico (k) |
| 30 maja 1984 | Ferro Carril Oeste – River Plate 1:0 Widzowie: 23 650 Sędzia: Nitti Bramki: Adolfino Cañete 2 Mecz przerwany został w 70 minucie z powodu zamieszek wywołanych w sektorze zajętym przez kibiców River Plate - mecz nie został dokończony, a wynik meczu zachowano. Club Ferro Carril Oeste: Basigalup – O.Agonil, H.Cúper, V.H.Marchesini, O.Garré – C.Arregui, Brandoni, Adolfino Cañete – Noremberg, A.J.Márcico, Gargini. Trener: Carlos Timoteo Griguol. Club Atlético River Plate: N.Pumpido – E.Saporiti, De los Santos, J.Borelli,J.García – E.Francescoli, J.Olarticoechea, N.Alonso, H.Enrique (Bica) – E.Villalba (R.Alfaro), Teglia. Trener: Luis Alberto Cubilla. |

Mistrzem Argentyny turnieju Nacional w roku 1984 został klub Ferro Carril Oeste, natomiast wicemistrzem Argentyny turnieju Nacional został River Plate. Jako mistrz Argentyny turnieju Nacional klub Ferro Carril Oeste zapewnił sobie udział w Copa Libertadores 1985.

### Klasyfikacja strzelców bramek Nacional 1984
| Gole | Piłkarz         | Klub                   |
| ---- | --------------- | ---------------------- |
| 9    | Pedro Pasculli  | Argentinos Juniors     |
| 8    | Guillermo Hoyos | Talleres Córdoba       |
| 8    | Jorge Rinaldi   | San Lorenzo de Almagro |
| 8    | Walter Perazzo  | San Lorenzo de Almagro |
| 6    | Roque Alfaro    | River Plate            |

## Campeonato Metropolitano 1984
Ostatni sezon ligi stołecznej Metropolitano. Kolejny sezon 1985/86 miał być pierwszym sezonem pierwszej ligi ogólnonarodowej.
Mistrzem Argentyny Metropolitano w sezonie 1984 został klub Argentinos Juniors, natomiast wicemistrzem Argentyny Metropolitano – Ferro Carril Oeste.
Tabela spadkowa zadecydowała o tym, które kluby spadną do drugiej ligi (Primera B Mertopolitano). Do drugiej ligi spadły dwa kluby – przedostatni w tabeli spadkowej Rosario Central oraz ostatni w tabeli spadkowej klub Atlanta Buenos Aires. Na ich miejsce awansowały dwa kluby z drugiej ligi – Deportivo Español oraz Gimnasia y Esgrima La Plata.

### Kolejka 1
| Data            | Mecz |
| --------------- | --- |
| 1 kwietnia 1984 | Estudiantes La Plata – Boca Juniors 1:0 Sergio Fortunato                                                              |
| 1 kwietnia 1984 | River Plate – CA Temperley 1:1 Alberto Bica - Marcelo J. González                                                     |
| 1 kwietnia 1984 | Independiente – CA Platense 2:1 Marcelo Carrera (2) - Omar Alegre (k)                                                 |
| 1 kwietnia 1984 | Rosario Central – San Lorenzo de Almagro 2:2 Raúl Chaparro, Jorge A. Taverna - Armando I. Quinteros, Walter Perazzo   |
| 1 kwietnia 1984 | Argentinos Juniors – Chacarita Juniors 1:0 José A. Castro mecz rozegrany został na stadionie klubu Ferro Carril Oeste |
| 1 kwietnia 1984 | CA Vélez Sarsfield – Unión Santa Fe 1:2 Pedro Larraquy - Hugo Zavagno, Ramón M. Centurión                             |
| 1 kwietnia 1984 | Atlanta Buenos Aires – Newell’s Old Boys 1:0 Jorge G. Villagra                                                        |
| 1 kwietnia 1984 | CA Huracán – Racing Córdoba 2:1 Claudio Morresi (2, 2k) - Pascual A. Noriega                                          |
| 1 kwietnia 1984 | Instituto Córdoba – Talleres Córdoba 2:1 Roberto Brunetto, Enrique Corti - Ángel Hoyos                                |

### Kolejka 2
| Data            | Mecz |
| --------------- | --- |
| 8 kwietnia 1984 | Racing Córdoba – Instituto Córdoba 1:0 Atilio Oyola mecz rozegrany został na stadionie klubu Instituto Córdoba                                            |
| 8 kwietnia 1984 | Chacarita Juniors – River Plate 0:0 |
| 8 kwietnia 1984 | San Lorenzo de Almagro – Independiente 2:1 Osvaldo Biaín, Juan A. Crespín - Sergio Bufarini mecz rozegrany został na stadionie klubu Atlanta Buenos Aires |
| 8 kwietnia 1984 | Newell’s Old Boys – CA Huracán 1:2 José M. Bianco - César G. Carrizo, Claudio Morresi                                                                     |
| 8 kwietnia 1984 | Talleres Córdoba – Rosario Central 2:0 Ángel Hoyos (2, 1k) mecz rozegrany został na stadionie klubu Estadio Córdoba                                       |
| 8 kwietnia 1984 | CA Platense – Estudiantes La Plata 0:0 |
| 8 kwietnia 1984 | CA Temperley – CA Vélez Sarsfield 0:1 Carlos Bianchi (k)                                                                                                  |
| 8 kwietnia 1984 | Unión Santa Fe – Atlanta Buenos Aires 0:1 Jorge G. Villagra                                                                                               |
| 8 kwietnia 1984 | Boca Juniors – Ferro Carril Oeste 0:2 Marcelo Bauza, Adolfino Cañete                                                                                      |

### Kolejka 3
| Data             | Mecz |
| ---------------- | --- |
| 15 kwietnia 1984 | Independiente – Talleres Córdoba 3:3 Gustavo Crnko, Sergio Bufarini, Marcelo Carrera - Ángel Hoyos (k), José D. Valencia, Oscar Tedini |
| 15 kwietnia 1984 | Estudiantes La Plata – San Lorenzo de Almagro 1:0 José D. Ponce                                                                        |
| 15 kwietnia 1984 | CA Huracán – Unión Santa Fe 2:0 Claudio Morresi (2)                                                                                    |
| 15 kwietnia 1984 | Rosario Central – Racing Córdoba 0:1 Jorge E. Maldonado mecz rozegrany został na stadionie klubu Newell’s Old Boys                     |
| 15 kwietnia 1984 | River Plate – Argentinos Juniors 2:1 Enrique Villalba, Enzo Francescoli - Juan J. López                                                |
| 15 kwietnia 1984 | Instituto Córdoba – Newell’s Old Boys 3:1 Mario A. Rizzi (2), Rodolfo C. Rodríguez - Gerardo D. Martino                                |
| 15 kwietnia 1984 | CA Vélez Sarsfield – Chacarita Juniors 2:2 Mario B. Lucca, Eduardo D. Hernández - Osvaldo Damiano (k), Oscar Fonseca Gomes             |
| 15 kwietnia 1984 | Ferro Carril Oeste – CA Platense 1:0 Alberto J. Márcico                                                                                |
| 15 kwietnia 1984 | Atlanta Buenos Aires – CA Temperley 0:1 Ricardo Dabrowsky                                                                              |

### Kolejka 4
| Data             | Mecz |
| ---------------- | --- |
| 22 kwietnia 1984 | CA Platense – Boca Juniors 2:2 Miguel Falero, Omar Alegre (k) - Jorge A. Vázquez, Fernando Morena (k) mecz rozegrany został na stadionie klubu CA Vélez Sarsfield       |
| 22 kwietnia 1984 | San Lorenzo de Almagro – Ferro Carril Oeste 0:0 mecz rozegrany został na stadionie klubu Atlanta Buenos Aires                                                           |
| 22 kwietnia 1984 | Racing Córdoba – Independiente 3:0 Osvaldo Maggio s, Atilio Oyola, Roberto D. Gasparini (k) mecz rozegrany został na stadionie klubu Instituto Córdoba                  |
| 22 kwietnia 1984 | Talleres Córdoba – Estudiantes La Plata 0:1 Sergio Gurrieri mecz rozegrany został na stadionie Estadio Córdoba                                                          |
| 22 kwietnia 1984 | Newell’s Old Boys – Rosario Central 2:1 Ricardo Santillán, Gustavo Dezotti - Gerardo M. González                                                                        |
| 22 kwietnia 1984 | CA Temperley – CA Huracán 0:1 Claudio O. García |
| 22 kwietnia 1984 | Chacarita Juniors – Atlanta Buenos Aires 2:0 Osvaldo H. Damiano, Gustavo Yalvé                                                                                          |
| 22 kwietnia 1984 | Argentinos Juniors – CA Vélez Sarsfield 2:2 José A. Castro, Carlos Ereros - Mario Vanemerak, Mario B. Lucca mecz rozegrany został na stadionie klubu Ferro Carril Oeste |
| 22 kwietnia 1984 | Unión Santa Fe – Instituto Córdoba 2:1 Ramón M. Centurión (2) - Germán Panichelli                                                                                       |

### Kolejka 5
| Data             | Mecz |
| ---------------- | --- |
| 29 kwietnia 1984 | Estudiantes La Plata – Racing Córdoba 2:1 Claudio Jeannoteguy, Sergio Gurrieri - Roberto D. Gasparini                                           |
| 29 kwietnia 1984 | Atlanta Buenos Aires – Argentinos Juniors 3:3 Jorge G. Villagra, Alfredo M. Torres (2, 1k) - Sergio D. Batista, Pedro Pasculli, Mario H. Videla |
| 29 kwietnia 1984 | Boca Juniors – San Lorenzo de Almagro 0:0 mecz rozegrany został na stadionie klubu River Plate                                                  |
| 29 kwietnia 1984 | CA Huracán – Chacarita Juniors 0:1 Gustavo Yalvé                                                                                                |
| 29 kwietnia 1984 | Independiente – Newell’s Old Boys 0:1 Rubén D. Ciraolo                                                                                          |
| 29 kwietnia 1984 | CA Vélez Sarsfield – River Plate 0:2 Enzo Francescoli, Norberto Alonso (k)                                                                      |
| 29 kwietnia 1984 | Ferro Carril Oeste – Talleres Córdoba 1:1 Alberto Márcico - Oscar Tedini                                                                        |
| 29 kwietnia 1984 | Rosario Central – Unión Santa Fe 0:0 mecz rozegrany został na stadionie klubu Newell’s Old Boys                                                 |
| 29 kwietnia 1984 | Instituto Córdoba – CA Temperley 0:1 Jorge A. Quiroz                                                                                            |

### Kolejka 6
| Data        | Mecz |
| ----------- | --- |
| 6 maja 1984 | Talleres Córdoba – Boca Juniors 2:0 Oscar Tedini, Ángel Hoyos |
| 6 maja 1984 | River Plate – Atlanta Buenos Aires 1:1 Jorge M. Gordillo - Alejandro Onnis |
| 6 maja 1984 | Argentinos Juniors – CA Huracán 4:1 Pedro P. Pasculli, Carlos Ereros, José A. Castro, Mario H. Videla - César G. Carrizo mecz rozegrany został na stadionie klubu Ferro Carril Oeste                       |
| 6 maja 1984 | Chacarita Juniors – Instituto Córdoba 1:0 Osvaldo Damiano (k) |
| 6 maja 1984 | CA Temperley – Rosario Central 1:1 Mario Finarolli - Jorge Balbis |
| 6 maja 1984 | Unión Santa Fe – Independiente 1:1 Fernando H. Alí (k) - Sergio Merlini |
| 6 maja 1984 | Newell’s Old Boys – Estudiantes La Plata 2:4 Waldemar Victorino (2) - Claudio Jeannoteguy, Hugo Issa, Guillermo Trama, Sergio Gurrieri                                                                     |
| 6 maja 1984 | Racing Córdoba – Ferro Carril Oeste 2:1 Roberto D. Gasparini (2) - Héctor Cúper mecz rozegrany został na stadionie klubu Instituto Córdoba                                                                 |
| 6 maja 1984 | San Lorenzo de Almagro – CA Platense 4:3 Osvaldo Biaín, Claudio Pérez, Juan A. Crespín, Blas A. Giunta - Julio C. Gaona (2), Omar Alegre (k) mecz rozegrany został na stadionie klubu Atlanta Buenos Aires |

### Kolejka 7
| Data         | Mecz |
| ------------ | --- |
| 13 maja 1984 | CA Huracán – River Plate 0:2 Alberto Bica, Carlos Tapia                                                                                  |
| 13 maja 1984 | Estudiantes La Plata – Unión Santa Fe 2:0 Claudio Jeannoteguy, Adriano T. C. Mendes                                                      |
| 13 maja 1984 | Independiente – CA Temperley 0:0 |
| 13 maja 1984 | Ferro Carril Oeste – Newell’s Old Boys 1:0 Alberto J. Márcico (k)                                                                        |
| 13 maja 1984 | Rosario Central – Chacarita Juniors 2:0 Gerardo M. González, Jorge A. Taverna mecz rozegrany został na stadionie klubu Newell’s Old Boys |
| 13 maja 1984 | Atlanta Buenos Aires – CA Vélez Sarsfield 0:1 Marcelo Firpo s                                                                            |
| 13 maja 1984 | Boca Juniors – Racing Córdoba 0:0 mecz rozegrany został na stadionie klubu CA Vélez Sarsfield                                            |
| 13 maja 1984 | CA Platense – Talleres Córdoba 1:1 Julio C. Gaona - Carlos E. Moreno                                                                     |
| 13 maja 1984 | Instituto Córdoba – Argentinos Juniors 2:3 Osvaldo M. Márquez, Oscar Dertycia - Carlos Ereros, José L. Pavoni, Pedro P. Pasculli         |

### Kolejka 8
| Data         | Mecz |
| ------------ | --- |
| 20 maja 1984 | Unión Santa Fe – Ferro Carril Oeste 0:0 |
| 20 maja 1984 | Talleres Córdoba – San Lorenzo de Almagro 2:1 Hugo E. Téves, Mario Bevilaqua - Luis Amuchástegui                                                          |
| 20 maja 1984 | Racing Córdoba – CA Platense 3:0 Jorge E. Maldonado, Atilio Oyola, Marcelo Quiñones mecz rozegrany został na stadionie klubu Instituto Córdoba            |
| 20 maja 1984 | Chacarita Juniors – Independiente 1:1 Enrique E. Borrelli - Jorge Burruchaga                                                                              |
| 20 maja 1984 | Argentinos Juniors – Rosario Central 2:1 Jorge M. Olguín (k), Adrián Domenech - Omar A. Palma mecz rozegrany został na stadionie klubu Ferro Carril Oeste |
| 20 maja 1984 | CA Temperley – Estudiantes La Plata 0:1 Guillermo Trama                                                                                                   |
| 20 maja 1984 | CA Vélez Sarsfield – CA Huracán 0:0 |
| 20 maja 1984 | River Plate – Instituto Córdoba 0:0 |
| 20 maja 1984 | Newell’s Old Boys – Boca Juniors 0:0 mecz rozegrany został na stadionie klubu Rosario Central                                                             |

### Kolejka 9
| Data         | Mecz |
| ------------ | --- |
| 27 maja 1984 | Boca Juniors – Atlanta Buenos Aires 1:0 Omar Porté |
| 27 maja 1984 | Rosario Central – River Plate 1:2 Daniel A. Sperandío - Edgardo Teglia, Enzo Francescoli (k) mecz rozegrany został na stadionie klubu Newell’s Old Boys |
| 27 maja 1984 | Independiente – Argentinos Juniors 0:2 Jorge M. Olguín (k), Pedro P. Pasculli                                                                           |
| 27 maja 1984 | San Lorenzo de Almagro – Racing Córdoba 1:1 Luis Amuchástegui - Atilio Oyola mecz rozegrany został na stadionie klubu Atlanta Buenos Aires              |
| 27 maja 1984 | Ferro Carril Oeste – CA Temperley 0:1 Ricardo Dabrowsky                                                                                                 |
| 27 maja 1984 | Estudiantes La Plata – Chacarita Juniors 1:0 Néstor Craviotto                                                                                           |
| 27 maja 1984 | CA Platense – Newell’s Old Boys 3:0 Omar Alegre, Ricardo A. Roldán, Julio C. Gaona                                                                      |
| 27 maja 1984 | CA Huracán – Atlanta Buenos Aires 0:1 Luis Erramuspe |
| 27 maja 1984 | Instituto Córdoba – CA Vélez Sarsfield 0:1 Pedro Larraquy                                                                                               |

### Kolejka 10
| Data           | Mecz |
| -------------- | --- |
| 3 czerwca 1984 | CA Temperley – Boca Juniors 0:1 Carlos A. Mendoza |
| 3 czerwca 1984 | River Plate – Independiente 2:3 Norberto O. Alonso, Enzo Francescoli - Jorge L. Burruchaga, Ricardo E. Bochini, Sergio Bufarini mecz rozegrany został na stadionie klubu CA Vélez Sarsfield |
| 3 czerwca 1984 | Newell’s Old Boys – San Lorenzo de Almagro 1:0 Sergio Almirón (k) mecz rozegrany został na stadionie klubu Rosario Central                                                                  |
| 3 czerwca 1984 | Chacarita Juniors – Ferro Carril Oeste 1:1 Claudio Marasco - Alberto J. Márcico |
| 3 czerwca 1984 | Argentinos Juniors – Estudiantes La Plata 2:1 Jorge M. Olguín (k), Carlos Morete - Marcelo Trobbiani (k) mecz rozegrany został na stadionie klubu Ferro Carril Oeste                        |
| 3 czerwca 1984 | Atlanta Buenos Aires – Instituto Córdoba 1:1 Rodolfo C. Rodríguez s - Oscar Dertycia |
| 3 czerwca 1984 | CA Vélez Sarsfield – Rosario Central 1:0 Carlos Bianchi (k) |
| 3 czerwca 1984 | Racing Córdoba – Talleres Córdoba 1:0 Roberto D. Gasparini (k) mecz rozegrany został na stadionie klubu Instituto Córdoba                                                                   |
| 3 czerwca 1984 | Unión Santa Fe – CA Platense 4:0 Víctor Marchetti, Fernando Alí (2), Jorge J. Gutiérrez |

### Kolejka 11
| Data            | Mecz |
| --------------- | --- |
| 10 czerwca 1984 | Boca Juniors – Chacarita Juniors 0:0 mecz rozegrany został na stadionie klubu CA Vélez Sarsfield                                                                                   |
| 10 czerwca 1984 | Estudiantes La Plata – River Plate 2:0 Sergio Gurrieri, Marcelo Trobbiani (k) |
| 10 czerwca 1984 | Independiente – CA Vélez Sarsfield 1:1 Sergio Bufarini - Carlos Bianchi |
| 10 czerwca 1984 | San Lorenzo de Almagro – Unión Santa Fe 1:2 Luis Amuchástegui - Daniel Killer, Aldo Rodríguez mecz rozegrany został na stadionie klubu Ferro Carril Oeste                          |
| 10 czerwca 1984 | Talleres Córdoba – Newell’s Old Boys 3:2 Pedro R. Magallanes, Oscar Tedini, Mario Bevilaqua - Rubén Ciraolo, Sergio Almirón (k) mecz rozegrany został na stadionie Estadio Córdoba |
| 10 czerwca 1984 | Ferro Carril Oeste – Argentinos Juniors 0:0 |
| 10 czerwca 1984 | Rosario Central – Atlanta Buenos Aires 2:0 Claudio A. Scalise (k), Germán Martelotto                                                                                               |
| 10 czerwca 1984 | Instituto Córdoba – CA Huracán 3:0 Osvaldo M. Márquez, Roberto Brunetto, Oscar Dertycia                                                                                            |
| 10 czerwca 1984 | CA Platense – CA Temperley 0:0 |

### Kolejka 12
| Data            | Mecz |
| --------------- | --- |
| 20 czerwca 1984 | Argentinos Juniors – Boca Juniors 3:0 Jorge M. Olguín (2, 1k), Carlos Morete mecz rozegrany został na stadionie klubu Ferro Carril Oeste                                           |
| 20 czerwca 1984 | River Plate – Ferro Carril Oeste 0:0 mecz rozegrany został na stadionie klubu CA Huracán                                                                                           |
| 20 czerwca 1984 | Atlanta Buenos Aires – Independiente 1:0 Luis Erramuspe |
| 20 czerwca 1984 | CA Temperley – San Lorenzo de Almagro 3:2 Marcelo J. González, Ricardo Dabrowski (2) - Jorge Coudannes, Juan A. Crespín                                                            |
| 20 czerwca 1984 | CA Huracán – Rosario Central 3:1 Mario E. Killer s, Claudio Morresi, Omar Santoianni - Claudio A. Scalise według RSSSF mecz rozegrany został na stadionie klubu Ferro Carril Oeste |
| 20 czerwca 1984 | Unión Santa Fe – Talleres Córdoba 1:0 Jorge J. Gutiérrez |
| 20 czerwca 1984 | Newell’s Old Boys – Racing Córdoba 1:0 Jorge Pautasso mecz rozegrany został na stadionie klubu Rosario Central                                                                     |
| 20 czerwca 1984 | CA Vélez Sarsfield – Estudiantes La Plata 1:0 Carlos Bianchi |
| 20 czerwca 1984 | Chacarita Juniors – CA Platense 0:1 Amadeo Gasparini |

### Kolejka 13
| Data            | Mecz |
| --------------- | --- |
| 24 czerwca 1984 | Boca Juniors – River Plate 1:1 Ariel Krasouski - Ivar Stafuza s mecz rozegrany został na stadionie klubu River Plate                                                         |
| 24 czerwca 1984 | Independiente – CA Huracán 1:2 Jorge Clara - José R. Scalise, César G. Carrizo                                                                                               |
| 24 czerwca 1984 | San Lorenzo de Almagro – Chacarita Juniors 3:1 Walter Perazzo, Nelson Pumpido, Juan A. Crespín - Gustavo Yalvé mecz rozegrany został na stadionie klubu Atlanta Buenos Aires |
| 24 czerwca 1984 | CA Platense – Argentinos Juniors 2:2 Omar Alegre (k), Amadeo Gasparini - José A. Castro, Carlos Morete                                                                       |
| 24 czerwca 1984 | Estudiantes La Plata – Atlanta Buenos Aires 2:0 José D. Ponce (k), Alberto A. Gizzi                                                                                          |
| 24 czerwca 1984 | Rosario Central – Instituto Córdoba 2:3 Claudio A. Scalise (k), Daniel Kuchen - Rodolfo C. Rodríguez, Oscar Dertycia (2)                                                     |
| 24 czerwca 1984 | Ferro Carril Oeste – CA Vélez Sarsfield 2:0 Alberto J. Márcico (2) |
| 24 czerwca 1984 | Racing Córdoba – Unión Santa Fe 2:2 Roberto D. Gasparini, Atilio Oyola - Víctor Marchetti, Fernando H. Alí mecz rozegrany został na stadionie klubu Instituto Córdoba        |
| 24 czerwca 1984 | Talleres Córdoba – CA Temperley 2:2 Ángel Hoyos, Mario Bevilaqua - Ricardo Dabrowski, Juan V. Morales s mecz rozegrany został na stadionie Estadio Córdoba                   |

### Kolejka 14
| Data            | Mecz |
| --------------- | --- |
| 29 czerwca 1984 | CA Huracán – Estudiantes La Plata 0:1 José M. Vieta |
| 1 lipca 1984    | CA Vélez Sarsfield – Boca Juniors 1:2 Fabián A. Vázquez - Ricardo Gareca (2, 1k) |
| 1 lipca 1984    | River Plate – CA Platense 2:0 Enzo Francescoli (k), Roque R. Alfaro |
| 1 lipca 1984    | Chacarita Juniors – Talleres Córdoba 2:2 Oscar Fonseca Gomes (k), Enrique E. Borrelli - José O. Reinaldi (2) mecz rozegrany został na stadionie klubu Ferro Carril Oeste                                   |
| 1 lipca 1984    | Instituto Córdoba – Independiente 2:0 Oscar Dertycia (2, 1k) |
| 1 lipca 1984    | Argentinos Juniors – San Lorenzo de Almagro 2:4 Jorge M. Olguín (k), Mario H. Videla - Jorge Rinaldi, Luis Amuchástegui, Rubens E. Navarro (2) mecz rozegrany został na stadionie klubu Ferro Carril Oeste |
| 1 lipca 1984    | Atlanta Buenos Aires – Ferro Carril Oeste 1:4 Manuel B. Pereyra - Roberto Gargini, Víctor H. Marchesini, Hugo Noremberg, Adolfino Cañete                                                                   |
| 1 lipca 1984    | CA Temperley – Racing Córdoba 0:0 |
| 1 lipca 1984    | Unión Santa Fe – Newell’s Old Boys 0:1 José M. Bianco |

### Kolejka 15
| Data         | Mecz |
| ------------ | --- |
| 8 lipca 1984 | Boca Juniors – Atlanta Buenos Aires 1:2 Marco Dos Santos - Alfredo Graciani, Alfredo M. Torres                                                     |
| 8 lipca 1984 | San Lorenzo de Almagro – River Plate 1:1 Jorge Rinaldi - Enzo Francescoli według RSSSF mecz rozegrany został na stadionie klubu CA Vélez Sarsfield |
| 8 lipca 1984 | Independiente – Rosario Central 3:1 Jorge L. Burruchaga (k), Gerardo M. Reinoso, Ricardo E. Bochini - Claudio A. Scalise                           |
| 8 lipca 1984 | Ferro Carril Oeste – CA Huracán 2:0 Adolfino Cañete, Jorge Brandoni                                                                                |
| 8 lipca 1984 | Talleres Córdoba – Ferro Carril Oeste 1:1 Mario Bevilaqua - Jorge M. Olguín (k) według RSSSF mecz rozegrany został na stadionie Estadio Córdoba    |
| 8 lipca 1984 | CA Platense – CA Vélez Sarsfield 1:2 Eduardo Ponzio - Alejandro Nannini (2)                                                                        |
| 8 lipca 1984 | Estudiantes La Plata – Instituto Córdoba 2:0 José M. Vieta (2)                                                                                     |
| 8 lipca 1984 | Racing Córdoba – Chacarita Juniors 2:0 Humberto R. Bravo, Atilio Oyola mecz rozegrany został na stadionie klubu Instituto Córdoba                  |
| 8 lipca 1984 | Newell’s Old Boys – CA Temperley 0:1 Marcelo J. González                                                                                           |

### Kolejka 16
| Data          | Mecz |
| ------------- | --- |
| 14 lipca 1984 | CA Vélez Sarsfield – San Lorenzo de Almagro 2:0 Pedro Larraquy, Rubén D. Insúa s                                                       |
| 14 lipca 1984 | Argentinos Juniors – Racing Córdoba 2:0 Jorge M. Olguín, Pedro P. Pasculli mecz rozegrany został na stadionie klubu Ferro Carril Oeste |
| 14 lipca 1984 | Chacarita Juniors – Newell’s Old Boys 2:1 Enrique E. Borrelli, Ricardo Zielinski - Jorge Pautasso                                      |
| 14 lipca 1984 | Atlanta Buenos Aires – CA Platense 1:2 Jorge G. Villagra - Julio Pavón, Daniel Leani                                                   |
| 14 lipca 1984 | Rosario Central – Estudiantes La Plata 1:0 Omar A. Palma                                                                               |
| 14 lipca 1984 | Instituto Córdoba – Ferro Carril Oeste 0:2 Alberto J. Márcico, Carlos Arregui                                                          |
| 14 lipca 1984 | CA Temperley – Unión Santa Fe 0:0 |
| 14 lipca 1984 | River Plate – Talleres Córdoba 1:0 Enzo Francescoli                                                                                    |
| 26 lipca 1984 | CA Huracán – Boca Juniors 0:1 Ariel Krasouski                                                                                          |

### Kolejka 17
| Data          | Mecz |
| ------------- | --- |
| 22 lipca 1984 | Talleres Córdoba – CA Vélez Sarsfield 1:1 José D. Valencia - Jorge Comas mecz rozegrany został na stadionie Estadio Córdoba                            |
| 22 lipca 1984 | Estudiantes La Plata – Independiente 2:1 José M. Vieta, José D. Ponce - Jorge Clara                                                                    |
| 22 lipca 1984 | Newell’s Old Boys – Argentinos Juniors 0:1 Pedro P. Pasculli                                                                                           |
| 22 lipca 1984 | Boca Juniors – Instituto Córdoba 2:1 Carlos A. Mendoza, Oscar A. Ruggeri - Enrique Nieto                                                               |
| 22 lipca 1984 | Unión Santa Fe – Chacarita Juniors 0:1 Oscar Fonseca Gomes                                                                                             |
| 22 lipca 1984 | San Lorenzo de Almagro – Atlanta Buenos Aires 1:1 Leonardo C. Madelón - Osvaldo Mazo (k) mecz rozegrany został na stadionie klubu Atlanta Buenos Aires |
| 22 lipca 1984 | Ferro Carril Oeste – Rosario Central 1:0 José D. Di Leo s                                                                                              |
| 22 lipca 1984 | CA Platense – CA Huracán 0:0 |
| 22 lipca 1984 | Racing Córdoba – River Plate 0:0 mecz rozegrany został na stadionie klubu Instituto Córdoba                                                            |

### Kolejka 18
| Data          | Mecz |
| ------------- | --- |
| 29 lipca 1984 | River Plate – Newell’s Old Boys 0:1 Fabián A. Basualdo                                                          |
| 29 lipca 1984 | Independiente – Ferro Carril Oeste 1:3 Gustavo Crnko - José L. Carrizo, Alberto J. Márcico (k), Oscar R. Acosta |
| 29 lipca 1984 | CA Huracán – San Lorenzo de Almagro 2:2 José L. Lanao, Christian Angeletti - José R. Iglesias, Juan A. Crespín  |
| 29 lipca 1984 | CA Vélez Sarsfield – Racing Córdoba 2:0 Víctor A. Lucero, Jorge A. Comas                                        |
| 29 lipca 1984 | Argentinos Juniors – Unión Santa Fe 0:0 mecz rozegrany został na stadionie klubu Ferro Carril Oeste             |
| 29 lipca 1984 | Atlanta Buenos Aires – Talleres Córdoba 1:1 Alfredo Graciani - José O. Reinaldi                                 |
| 29 lipca 1984 | Instituto Córdoba – CA Platense 4:2 Oscar Dertycia (k), Osvaldo M. Márquez (3) - Daniel Leani, Amadeo Gasparini |
| 29 lipca 1984 | Chacarita Juniors – CA Temperley 1:0 Claudio Marasco                                                            |
| 30 lipca 1984 | Rosario Central – Boca Juniors 1:1 Claudio A. Scalise (k) - Ariel Krasouski                                     |

### Kolejka 19
| Data            | Mecz |
| --------------- | --- |
| 5 sierpnia 1984 | Boca Juniors – Independiente 0:1 Ricardo Giusti mecz rozegrany został na stadionie klubu River Plate                                                                              |
| 5 sierpnia 1984 | Unión Santa Fe – River Plate 5:1 Ramón M. Centurión (2), Fernando H. Alí (3, 1k) - Enzo Francescoli                                                                               |
| 5 sierpnia 1984 | San Lorenzo de Almagro – Instituto Córdoba 3:1 Walter Perazzo, Jorge Rinaldi (k), Jorge N. Higuaín - Oscar Dertycia mecz rozegrany został na stadionie klubu Atlanta Buenos Aires |
| 5 sierpnia 1984 | Ferro Carril Oeste – Estudiantes La Plata 0:0 |
| 5 sierpnia 1984 | CA Temperley – Argentinos Juniors 0:1 Oscar Moris s |
| 5 sierpnia 1984 | Talleres Córdoba – CA Huracán 5:2 Miguel A. Juárez (2), Oscar Tedini, José L. Pochettino (2) - Claudio Morresi (2) mecz rozegrany został na stadionie Estadio Córdoba             |
| 5 sierpnia 1984 | Racing Córdoba – Atlanta Buenos Aires 1:0 Carlos Jones s mecz rozegrany został na stadionie klubu Instituto Córdoba                                                               |
| 5 sierpnia 1984 | CA Platense – Rosario Central 1:1 César A. Romero - Jorge A. Taverna |
| 5 sierpnia 1984 | Newell’s Old Boys – CA Vélez Sarsfield 0:0 |

### Kolejka 20
| Data             | Mecz |
| ---------------- | --- |
| 12 sierpnia 1984 | Boca Juniors – Estudiantes La Plata 3:1 Ricardo Gareca, Roberto Passucci, Mario Alberto - José M. Vieta mecz rozegrany został na stadionie klubu CA Vélez Sarsfield |
| 12 sierpnia 1984 | Racing Córdoba – CA Huracán 1:1 Humberto R. Bravo - Claudio Morresi mecz rozegrany został na stadionie klubu Instituto Córdoba                                      |
| 12 sierpnia 1984 | Unión Santa Fe – CA Vélez Sarsfield 1:1 Ramón M. Centurión - Jorge A. Comas                                                                                         |
| 12 sierpnia 1984 | Newell’s Old Boys – Atlanta Buenos Aires 3:1 Sergio Almirón, Rubén Ciraolo, Dalcio Giovagnoli - Osvaldo Mazo                                                        |
| 12 sierpnia 1984 | Talleres Córdoba – Instituto Córdoba 2:1 Miguel A. Juárez (2) - Oscar Dertycia mecz rozegrany został na stadionie Estadio Córdoba                                   |
| 15 sierpnia 1984 | CA Platense – Independiente 0:1 Claudio Marangoni |
| 15 sierpnia 1984 | San Lorenzo de Almagro – Rosario Central 1:0 Jorge Rinaldi mecz rozegrany został na stadionie klubu Atlanta Buenos Aires                                            |
| 12 sierpnia 1984 | Chacarita Juniors – Argentinos Juniors 1:0 Guillermo Rodríguez |
| 20 września 1984 | CA Temperley – River Plate 1:2 Oscar Moris (k) - Enzo Francescoli, Carlos Tapia                                                                                     |

### Kolejka 21
| Data             | Mecz |
| ---------------- | --- |
| 8 sierpnia 1984  | River Plate – Chacarita Juniors 4:1 Jorge H. Borelli, Enzo Francescoli (2, 1k), Héctor A. Enrique - Enrique E. Borrelli            |
| 26 sierpnia 1984 | Ferro Carril Oeste – Boca Juniors 1:0 Alberto J. Márcico                                                                           |
| 26 sierpnia 1984 | Independiente – San Lorenzo de Almagro 2:2 Ricardo E. Bochini, Jorge L. Burruchaga - Armando I. Quinteros, Rodolfo Zimmermann s    |
| 26 sierpnia 1984 | Estudiantes La Plata – CA Platense 4:1 Sergio E. Fortunato, José M. Vieta, Oscar López Turitich s, José D. Ponce - César A. Romero |
| 26 sierpnia 1984 | CA Huracán – Newell’s Old Boys 0:1 Waldemar Victorino                                                                              |
| 26 sierpnia 1984 | Atlanta Buenos Aires – Unión Santa Fe 4:2 Alfredo Graciani (3), Luis Erramuspe - Marcelo Bachino, Aldo F. Rodríguez                |
| 26 sierpnia 1984 | CA Vélez Sarsfield – CA Temperley 1:1 Jorge A. Comas - Horacio Ambroselli                                                          |
| 26 sierpnia 1984 | Rosario Central – Talleres Córdoba 1:1 Germán Martellotto - José L. Pochettino                                                     |
| 26 sierpnia 1984 | Instituto Córdoba – Racing Córdoba 2:2 Mario A. Rizzi, Enrique Vivanco s - Humberto R. Bravo, Américo Ozán                         |

### Kolejka 22
| Data             | Mecz |
| ---------------- | --- |
| 18 sierpnia 1984 | San Lorenzo de Almagro – Estudiantes La Plata 1:1 Jorge Coudannes - José D. Ponce według RSSSF mecz rozegrany został na stadionie klubu CA Vélez Sarsfield                 |
| 18 sierpnia 1984 | Talleres Córdoba – Independiente 2:3 Miguel A. Juárez, Omar Beccerica - Sergio Bufarini, Enzo Trossero, Gerardo Reinoso mecz rozegrany został na stadionie Estadio Córdoba |
| 18 sierpnia 1984 | CA Platense – Ferro Carril Oeste 0:0 |
| 18 sierpnia 1984 | Chacarita Juniors – CA Vélez Sarsfield 2:2 Omar Fonseca Gomes, Gustavo Yalvé - Víctor A. Lucero, Juan J. Meza                                                              |
| 18 sierpnia 1984 | Newell’s Old Boys – Instituto Córdoba 2:0 Gustavo Dezotti, Rubén Ciraolo                                                                                                   |
| 18 sierpnia 1984 | Unión Santa Fe – CA Huracán 0:1 Claudio Morresi |
| 18 sierpnia 1984 | Racing Córdoba – Rosario Central 0:0 mecz rozegrany został na stadionie klubu Instituto Córdoba                                                                            |
| 18 sierpnia 1984 | CA Temperley – Atlanta Buenos Aires 1:1 Christian Guaita - Rubén Cocimano                                                                                                  |
| 16 września 1984 | Argentinos Juniors – River Plate 1:1 José A. Castro - Jorge H. Borelli mecz rozegrany został na stadionie klubu Ferro Carril Oeste                                         |

### Kolejka 23
| Data             | Mecz |
| ---------------- | --- |
| 23 września 1984 | Boca Juniors – CA Platense 1:1 Sergio A. Sánchez - Roberto Fornés s mecz rozegrany został na stadionie klubu River Plate |
| 23 września 1984 | Ferro Carril Oeste – San Lorenzo de Almagro 3:0 Jorge Brandoni, Daniel O. Fernández, Oscar R. Acosta                     |
| 23 września 1984 | Independiente – Racing Córdoba 2:0 Sergio Bufarini, Sergio Merlini                                                       |
| 23 września 1984 | CA Vélez Sarsfield – Argentinos Juniors 2:1 Alejandro Nannini, Jorge A. Comas - Mario H. Videla                          |
| 23 września 1984 | Atlanta Buenos Aires – Chacarita Juniors 1:0 Osvaldo Mazo                                                                |
| 23 września 1984 | CA Huracán – CA Temperley 1:0 César Gustavo Carrizo                                                                      |
| 23 września 1984 | Rosario Central – Newell’s Old Boys 0:0                                                                                  |
| 23 września 1984 | Instituto Córdoba – Unión Santa Fe 1:0 Enrique Nieto                                                                     |
| 23 września 1984 | Estudiantes La Plata – Talleres Córdoba 1:1 José M. Vieta - José D. Valencia                                             |

### Kolejka 24
| Data             | Mecz |
| ---------------- | --- |
| 30 września 1984 | San Lorenzo de Almagro – Boca Juniors 1:0 Juan A. Crespín mecz rozegrany został na stadionie klubu CA Vélez Sarsfield                                      |
| 30 września 1984 | River Plate – CA Vélez Sarsfield 0:1 Jorge A. Comas |
| 30 września 1984 | Newell’s Old Boys – Independiente 2:0 Rubén Ciraolo, Juan M. Llop                                                                                          |
| 30 września 1984 | Chacarita Juniors – CA Huracán 1:0 Gustavo Yalvé |
| 30 września 1984 | Argentinos Juniors – Atlanta Buenos Aires 3:0 Pedro P. Pasculli, José A. Castro, Carlos Ereros mecz rozegrany został na stadionie klubu Ferro Carril Oeste |
| 30 września 1984 | Talleres Córdoba – Ferro Carril Oeste 2:0 Mario Bevilaqua, Pablo Taborda mecz rozegrany został na stadionie Estadio Córdoba                                |
| 30 września 1984 | Racing Córdoba – Estudiantes La Plata 1:0 Carlos Mondadori                                                                                                 |
| 30 września 1984 | CA Temperley – Instituto Córdoba 1:0 Horacio Ambroselli |
| 30 września 1984 | Unión Santa Fe – Rosario Central 3:0 Jorge Balbis s, Ramón M. Centurión (2)                                                                                |

### Kolejka 25
| Data                | Mecz |
| ------------------- | --- |
| 3 października 1984 | Boca Juniors – Talleres Córdoba 2:1 Marcelo Stocco (2) - Mario Bevilaqua mecz rozegrany został na stadionie klubu CA Vélez Sarsfield |
| 3 października 1984 | Atlanta Buenos Aires – River Plate 1:1 Daniel Costantino - Enzo Francescoli                                                          |
| 3 października 1984 | CA Platense – San Lorenzo de Almagro 2:1 Carlos A. Alfaro Moreno, Roque Erba (k) - Walter Perazzo                                    |
| 3 października 1984 | Independiente – Unión Santa Fe 3:3 Jorge Burruchaga (2), Pedro D. Monzón - Ramón M. Centurión, Osvaldo S. Escudero (2)               |
| 3 października 1984 | CA Huracán – Argentinos Juniors 2:3 Claudio M. Cabrera, Omar Santoianni - Carlos Morete, Pedro P. Pasculli (2)                       |
| 3 października 1984 | Estudiantes La Plata – Newell’s Old Boys 3:0 José D. Ponce (2), Miguel A. Russo                                                      |
| 3 października 1984 | Instituto Córdoba – Chacarita Juniors 1:0 Mario A. Rizzi                                                                             |
| 3 października 1984 | Ferro Carril Oeste – Racing Córdoba 2:0 Jorge Brandoni, Alberto J. Márcico                                                           |
| 3 października 1984 | Rosario Central – CA Temperley 0:0                                                                                                   |

### Kolejka 26
| Data                | Mecz |
| ------------------- | --- |
| 7 października 1984 | Racing Córdoba – Boca Juniors 2:1 Humberto R. Bravo, Atilio Oyola - Luis Abdeneve                                        |
| 7 października 1984 | River Plate – CA Huracán 3:1 Enzo Francescoli (2), Edgardo Teglia - Claudio Morresi                                      |
| 7 października 1984 | CA Temperley – Independiente 1:1 Marcelo Aldape - José Percudani                                                         |
| 7 października 1984 | Unión Santa Fe – Estudiantes La Plata 3:1 Pablo M. Cárdenas, Ramón M. Centurión, Marcelo Bachino - Alejandro Sabella     |
| 7 października 1984 | Argentinos Juniors – Instituto Córdoba 2:0 Jorge M. Olguín (k), Pedro P. Pasculli                                        |
| 7 października 1984 | CA Vélez Sarsfield – Atlanta Buenos Aires 3:1 Pedro Larraquy, Daniel E. Hernández, Jorge A. Comas - Alfredo Graciani     |
| 7 października 1984 | Chacarita Juniors – Rosario Central 1:1 Daniel Kuchen s - Claudio A. Scalise                                             |
| 7 października 1984 | Talleres Córdoba – CA Platense 2:0 Miguel A. Juárez, José O. Reinaldi mecz rozegrany został na stadionie Estadio Córdoba |
| 7 października 1984 | Newell’s Old Boys – Ferro Carril Oeste 1:0 Gustavo Dezotti                                                               |

### Kolejka 27
| Data                 | Mecz |
| -------------------- | --- |
| 14 października 1984 | Boca Juniors – Newell’s Old Boys 0:2 Waldemar Victorino, Gustavo Dezotti mecz rozegrany został na stadionie klubu CA Vélez Sarsfield                                    |
| 14 października 1984 | Instituto Córdoba – River Plate 2:2 Enrique Nieto, Sergio N. González - Roque R. Alfaro, Enzo Francescoli                                                               |
| 14 października 1984 | Independiente – Chacarita Juniors 1:1 José Percudani - Osvaldo Damiano                                                                                                  |
| 14 października 1984 | San Lorenzo de Almagro – Talleres Córdoba 3:1 Osvaldo Biaín, Jorge Rinaldi, Walter Perazzo - Oscar Cámara mecz rozegrany został na stadionie klubu Atlanta Buenos Aires |
| 14 października 1984 | Estudiantes La Plata – CA Temperley 1:0 José D. Ponce |
| 14 października 1984 | CA Huracán – CA Vélez Sarsfield 2:1 Eduardo de la Peña, Claudio Morresi - Alejandro Nannini                                                                             |
| 14 października 1984 | Rosario Central – Argentinos Juniors 0:3 Sergio D. Batista, José A. Castro, Pedro P. Pasculli                                                                           |
| 14 października 1984 | CA Platense – Racing Córdoba 1:0 Ricardo A. Roldán |
| 14 października 1984 | Ferro Carril Oeste – Unión Santa Fe 2:1 Jorge A. Martín, Alberto J. Márcico - Osvaldo S. Escudero                                                                       |

### Kolejka 28
| Data                 | Mecz |
| -------------------- | --- |
| 21 października 1984 | Racing Córdoba – San Lorenzo de Almagro 2:0 Humberto R. Bravo, Roberto D. Gasparini                                                                                          |
| 21 października 1984 | Newell’s Old Boys – CA Platense 0:0 |
| 22 października 1984 | Unión Santa Fe – Boca Juniors 3:0 Ramón M. Centurión, Osvaldo S. Escudero, Aldo F. Rodríguez                                                                                 |
| 22 października 1984 | River Plate – Rosario Central 1:0 Enzo Francescoli |
| 22 października 1984 | Argentinos Juniors – Independiente 4:1 Pedro P. Pasculli (2), Carlos Ereros, Emilio N. Commisso - José Percudani mecz rozegrany został na stadionie klubu Ferro Carril Oeste |
| 22 października 1984 | Chacarita Juniors – Estudiantes La Plata 1:0 Osvaldo Damiano |
| 22 października 1984 | CA Temperley – Ferro Carril Oeste 0:0 |
| 22 października 1984 | CA Vélez Sarsfield – Instituto Córdoba 0:0 |
| 22 października 1984 | Atlanta Buenos Aires – CA Huracán 3:1 Luis Erramuspe (2), Alfredo M. Torres - Adrián Janín                                                                                   |

### Kolejka 29
| Data                 | Mecz |
| -------------------- | --- |
| 28 października 1984 | Boca Juniors – CA Temperley 1:2 Gabriel Vales - Mario Finarolli, Jorge Cragno mecz rozegrany został na stadionie klubu CA Vélez Sarsfield                                                                     |
| 28 października 1984 | Independiente – River Plate 3:2 Alejandro Barberón, Claudio Marangoni (k), Ricardo E. Bochini - Américo R. Gallego, Roque R. Alfaro                                                                           |
| 28 października 1984 | San Lorenzo de Almagro – Newell’s Old Boys 2:3 Sergio Luna, Rubens E. Navarro - Gustavo Dezotti, Sergio Almirón (2, 1k) mecz rozegrany został na stadionie klubu CA Huracán                                   |
| 28 października 1984 | Ferro Carril Oeste – Chacarita Juniors 3:2 Esteban F. González, Alberto J. Márcico (k), Luis Abramovich s - Enrique E. Borrelli, Oscar Fonseca Gomes (k)                                                      |
| 28 października 1984 | Estudiantes La Plata – Argentinos Juniors 0:0 |
| 28 października 1984 | CA Platense – Unión Santa Fe 1:0 Carlos A. Alfaro Moreno |
| 28 października 1984 | Rosario Central – CA Vélez Sarsfield 2:1 Germán Martellotto, Claudio A. Scalise - Daniel H. Messina |
| 28 października 1984 | Talleres Córdoba – Racing Córdoba 1:3 Miguel A. Oviedo (k) - Américo Ozán (2), Roberto D. Gasparini |
| 28 października 1984 | Instituto Córdoba – Atlanta Buenos Aires 4:2 Alberto Beltrán, Rodolfo C. Rodríguez, Mario A. Rizzi, Oscar Dertycia (k) - Luis Erramuspe, Osvaldo Mazo mecz rozegrany został na stadionie klubu Racing Córdoba |

### Kolejka 30
| Data              | Mecz |
| ----------------- | --- |
| 2 listopada 1984  | Newell’s Old Boys – Talleres Córdoba 2:1 Sergio Almirón, Rubén Ciraolo - Miguel A. Juárez                                                                    |
| 2 listopada 1984  | Unión Santa Fe – San Lorenzo de Almagro 0:1 Walter Perazzo mecz został przerwany w 89 minucie – wynik zachowano                                              |
| 3 listopada 1984  | Chacarita Juniors – Boca Juniors 0:0 mecz został przerwany w 65 minucie – dokończony 28 listopada 1984 mecz rozegrany został na stadionie klubu CA Huracán   |
| 3 listopada 1984  | River Plate – Estudiantes La Plata 2:1 Norberto O. Alonso, Enzo Francescoli (k) - Sergio Gurrieri                                                            |
| 3 listopada 1984  | CA Vélez Sarsfield – Independiente 4:0 Daniel E. Hernández (3), Jorge A. Comas                                                                               |
| 3 listopada 1984  | Argentinos Juniors – Ferro Carril Oeste 0:2 Jorge A. Martín, Esteban F. González mecz rozegrany został na stadionie klubu Ferro Carril Oeste                 |
| 3 listopada 1984  | Atlanta Buenos Aires – Rosario Central 0:3 Víctor Wolhein, Gerardo M. González, Darío Campagna mecz został przerwany w 57 minucie – wynik zachowano          |
| 3 listopada 1984  | CA Huracán – Instituto Córdoba 1:2 César G. Carrizo - Oscar Dertycia, Roberto Brunetto                                                                       |
| 3 listopada 1984  | CA Temperley – CA Platense 0:1 Oscar López Turitich |
| 28 listopada 1984 | Chacarita Juniors – Boca Juniors 0:0 dokończenie brakujących 25 minut meczu przerwanego 3 listopada 1984 mecz rozegrany został na stadionie klubu CA Huracán |

### Kolejka 31
| Data              | Mecz |
| ----------------- | --- |
| 7 listopada 1984  | Talleres Córdoba – Unión Santa Fe 4:2 Miguel A. Juárez (2), Pedro R. Magallanes, José L. Pochettino - Ramón M. Centurión, Luis Andreuchi mecz rozegrany został na stadionie Estadio Córdoba                   |
| 7 listopada 1984  | Rosario Central – CA Huracán 0:0 |
| 7 listopada 1984  | Racing Córdoba – Newell’s Old Boys 2:0 Guillermo Aramayo, Atilio Oyola |
| 14 listopada 1984 | Boca Juniors – Argentinos Juniors 1:5 Oscar Galarza - Carlos Ereros, José A. Castro, Pedro P. Pasculli, Mario H. Videla, Jorge M. Olguín mecz rozegrany został na stadionie klubu Gimnasia y Esgrima La Plata |
| 14 listopada 1984 | Ferro Carril Oeste – River Plate 1:1 Alberto J. Márcico (k) - Norberto O. Alonso |
| 14 listopada 1984 | San Lorenzo de Almagro – CA Temperley 1:0 Mario Finarolli s mecz rozegrany został na stadionie klubu Atlanta Buenos Aires                                                                                     |
| 14 listopada 1984 | Independiente – Atlanta Buenos Aires 1:0 José Percudani |
| 14 listopada 1984 | CA Platense – Chacarita Juniors 1:1 Carlos A. Alfaro Moreno - Enrique E. Borrelli |
| 14 listopada 1984 | Estudiantes La Plata – CA Vélez Sarsfield 2:0 Claudio Larramendi, José D. Ponce |

### Kolejka 32
| Data              | Mecz |
| ----------------- | --- |
| 11 listopada 1984 | River Plate – Boca Juniors 4:1 Norberto O. Alonso (2), Enzo Francescoli (2, 2k) - Rafael H. Herrera                                                                                       |
| 11 listopada 1984 | Chacarita Juniors – San Lorenzo de Almagro 1:2 Jorge N. Higuaín s - Walter Perazzo (2) |
| 11 listopada 1984 | CA Huracán – Independiente 4:4 Claudio Morresi (2), Claudio M. Cabrera (2) - Jorge L. Burruchaga (2), José Percudani, Gerardo Reinoso                                                     |
| 11 listopada 1984 | Argentinos Juniors – CA Platense 1:1 Pedro P. Pasculli - Oscar López Turitich mecz rozegrany został na stadionie klubu Ferro Carril Oeste                                                 |
| 11 listopada 1984 | CA Vélez Sarsfield – Ferro Carril Oeste 2:1 Daniel E. Hernández (2) - Carlos Arregui |
| 11 listopada 1984 | Unión Santa Fe – Racing Córdoba 1:2 Ramón M. Centurión - Roberto D. Gasparini, Omar J. Cabral                                                                                             |
| 11 listopada 1984 | CA Temperley – Talleres Córdoba 1:1 Marcelo Aldape - Ángel Hoyos |
| 11 listopada 1984 | Atlanta Buenos Aires – Estudiantes La Plata 1:4 Rodolfo Raffaelli - José D. Ponce (2, 1k), Claudio Larramendi, Sergio Gurrieri mecz rozegrany został na stadionie klubu Deportivo Español |
| 11 listopada 1984 | Instituto Córdoba – Rosario Central 1:0 Abel Moralejo mecz rozegrany został na stadionie Estadio Córdoba                                                                                  |

### Kolejka 33
| Data              | Mecz |
| ----------------- | --- |
| 18 listopada 1984 | Boca Juniors – CA Vélez Sarsfield 0:3 Jorge A. Comas (3, 1k) mecz rozegrany został na stadionie klubu Gimnasia y Esgrima La Plata                                                          |
| 18 listopada 1984 | CA Platense – River Plate 0:1 Enzo Francescoli |
| 18 listopada 1984 | San Lorenzo de Almagro – Argentinos Juniors 2:2 Rubens E. Navarro, Luis Amuchástegui - Emilio N. Commisso, Pedro P. Pasculli mecz rozegrany został na stadionie klubu Atlanta Buenos Aires |
| 18 listopada 1984 | Independiente – Instituto Córdoba 2:1 Alejandro Barberón, Gerardo Reinoso - Alberto Beltrán                                                                                                |
| 18 listopada 1984 | Estudiantes La Plata – CA Huracán 2:1 Sergio Gurrieri, José D. Ponce - Néstor J. Candedo                                                                                                   |
| 18 listopada 1984 | Ferro Carril Oeste – Atlanta Buenos Aires 1:0 Esteban F. González |
| 18 listopada 1984 | Racing Córdoba – CA Temperley 3:0 Humberto R. Bravo, Roberto D. Gasparini, Rubén E. Ramírez                                                                                                |
| 18 listopada 1984 | Talleres Córdoba – Chacarita Juniors 1:2 Pedro R. Magallanes - Osvaldo Damiano (k), Gustavo Yalvé mecz rozegrany został na stadionie Estadio Córdoba                                       |
| 21 listopada 1984 | Newell’s Old Boys – Unión Santa Fe 0:2 Jorge Pautasso s, Marcelo Bachino |

### Kolejka 34
| Data              | Mecz |
| ----------------- | --- |
| 24 listopada 1984 | Atlanta Buenos Aires – Boca Juniors 0:5 Luis Abdeneve, Sergio Giachello, Roberto Passucci, Marcelo Stocco, Claudio Dykstra mecz rozegrany został na stadionie klubu Independiente |
| 24 listopada 1984 | River Plate – San Lorenzo de Almagro 0:0 |
| 24 listopada 1984 | Rosario Central – Independiente 1:0 Daniel Kuchen |
| 24 listopada 1984 | CA Huracán – Ferro Carril Oeste 0:1 Alberto J. Márcico |
| 24 listopada 1984 | CA Vélez Sarsfield – CA Platense 1:1 Daniel E. Hernández - Ricardo A. Roldán |
| 24 listopada 1984 | Argentinos Juniors – Talleres Córdoba 4:1 Carlos Ereros (2), Pedro P. Pasculli (2) - Mario Bevilaqua mecz rozegrany został na stadionie klubu Ferro Carril Oeste                  |
| 24 listopada 1984 | Instituto Córdoba – Estudiantes La Plata 2:1 Oscar Dertycia, Sergio N. González - Sergio Gurrieri                                                                                 |
| 24 listopada 1984 | Chacarita Juniors – Racing Córdoba 0:0 mecz rozegrany został na stadionie klubu Villa Dálmine Buenos Aires                                                                        |
| 24 listopada 1984 | CA Temperley – Newell’s Old Boys 3:0 Christian Guaita, Oscar Moris (k), Mario Finarolli                                                                                           |

### Kolejka 35
| Data           | Mecz |
| -------------- | --- |
| 2 grudnia 1984 | Boca Juniors – CA Huracán 1:1 Marcelo Stocco - Carlos A. Torino mecz rozegrany został na stadionie klubu Sarmiento Junín                                           |
| 2 grudnia 1984 | Talleres Córdoba – River Plate 3:2 Miguel A. Oviedo (k), Mario Bevilaqua (2) - Enzo Francescoli, Edgardo Teglia mecz rozegrany został na stadionie Estadio Córdoba |
| 2 grudnia 1984 | San Lorenzo de Almagro – CA Vélez Sarsfield 0:0 mecz rozegrany został na stadionie klubu Atlanta Buenos Aires                                                      |
| 2 grudnia 1984 | Racing Córdoba – Argentinos Juniors 1:1 Humberto R. Bravo - Pedro P. Pasculli                                                                                      |
| 2 grudnia 1984 | Ferro Carril Oeste – Instituto Córdoba 1:1 Alberto J. Márcico - Oscar Dertycia (k)                                                                                 |
| 2 grudnia 1984 | Newell’s Old Boys – Chacarita Juniors 2:0 Roberto O. Zárate (k), Waldemar Victorino                                                                                |
| 2 grudnia 1984 | Unión Santa Fe – CA Temperley 1:0 Ramón M. Centurión |
| 2 grudnia 1984 | Estudiantes La Plata – Rosario Central 1:0 Alejandro Sabella |
| 2 grudnia 1984 | CA Platense – Atlanta Buenos Aires 1:0 César A. Romero |

### Kolejka 36
| Data           | Mecz |
| -------------- | --- |
| 9 grudnia 1984 | Instituto Córdoba – Boca Juniors 4:2 Abel Moralejo, Oscar Dertycia (2), Osvaldo M. Márquez - Marcelo Stocco, Ariel Krasouski (k) mecz rozegrany został na stadionie Estadio Córdoba |
| 9 grudnia 1984 | River Plate – Racing Córdoba 4:1 Edgardo Teglia (2), Enzo Francescoli (k), Carlos Karabín - Roberto D. Gasparini                                                                    |
| 9 grudnia 1984 | Independiente – Estudiantes La Plata 1:2 Guillermo D. Ríos - Claudio Larramendi, Sergio Gurrieri                                                                                    |
| 9 grudnia 1984 | Atlanta Buenos Aires – San Lorenzo de Almagro 1:1 Carlos A. Barbazán - Jorge Rinaldi mecz rozegrany został na stadionie klubu Deportivo Español                                     |
| 9 grudnia 1984 | CA Huracán – CA Platense 0:3 Roque Erba, César A. Romero, Carlos A. Alfaro Moreno                                                                                                   |
| 9 grudnia 1984 | Argentinos Juniors – Newell’s Old Boys 2:0 Emilio N. Commisso (2) mecz rozegrany został na stadionie klubu Ferro Carril Oeste                                                       |
| 9 grudnia 1984 | Rosario Central – Ferro Carril Oeste 0:1 Hugo Noremberg |
| 9 grudnia 1984 | CA Vélez Sarsfield – Talleres Córdoba 0:0 |
| 9 grudnia 1984 | Chacarita Juniors – Unión Santa Fe 1:0 Enrique E. Borrelli mecz rozegrany został na stadionie klubu Villa Dálmine Buenos Aires                                                      |

### Kolejka 37
| Data            | Mecz |
| --------------- | --- |
| 14 grudnia 1984 | Newell’s Old Boys – River Plate 3:1 Rubén Ciraolo (2), Juan J. Rossi - Norberto O. Alonso                                                   |
| 16 grudnia 1984 | Boca Juniors – Rosario Central 2:0 Ariel Krasouski, Ivar Stafuza mecz rozegrany został na stadionie klubu CA Huracán                        |
| 16 grudnia 1984 | Ferro Carril Oeste – Independiente 0:0 |
| 16 grudnia 1984 | San Lorenzo de Almagro – CA Huracán 1:1 Jorge Coudannes - Christian Angeletti mecz rozegrany został na stadionie klubu Atlanta Buenos Aires |
| 16 grudnia 1984 | Racing Córdoba – CA Vélez Sarsfield 2:2 Omar J. Cabral, Rubén E. Ramírez - Jorge A. Comas, Pedro Larraquy                                   |
| 16 grudnia 1984 | Unión Santa Fe – Argentinos Juniors 2:2 Ramón M. Centurión (2) - Pedro P. Pasculli, Raúl Otaola s                                           |
| 16 grudnia 1984 | Talleres Córdoba – Atlanta Buenos Aires 3:1 Miguel A. Juárez (3) - Luis Erramuspe mecz rozegrany został na stadionie Estadio Córdoba        |
| 16 grudnia 1984 | CA Platense – Instituto Córdoba 1:0 Roque Erba                                                                                              |
| 16 grudnia 1984 | CA Temperley – Chacarita Juniors 1:0 Christian Guaita                                                                                       |

### Kolejka 38
| Data            | Mecz |
| --------------- | --- |
| 21 grudnia 1984 | CA Huracán – Talleres Córdoba 2:2 Claudio O. García, Néstor J. Candedo - Pablo Taborda, Oscar TedinI |
| 23 grudnia 1984 | Independiente – Boca Juniors 1:2 Gerardo Reinoso - Claudio Dykstra, Sergio Giachello |
| 23 grudnia 1984 | Estudiantes La Plata – Ferro Carril Oeste 1:1 Sergio Gurrieri - Rubén Agüero s |
| 23 grudnia 1984 | Argentinos Juniors – CA Temperley 1:0 Jorge M. Olguín (k) mecz rozegrany został na stadionie klubu Ferro Carril Oeste |
| 23 grudnia 1984 | Argentinos Juniors – CA Temperley 1:0 Stadion: Estadio Arquitecto Ricardo Etcheverri Widzów: 12 012 Sędzia: Carlos Espósito Bramki: 1:0 Jorge M. Olguín 35k Asociación Atlética Argentinos Juniors: E.Vidallé – C.Villalba, Pavoni, Jorge M. Olguín (Pellegrini), A.Domenech – M.Videla, S.Batista, E.Commisso – J.A.Castro (Lemme), P.Pasculli, C.Ereros. Trener: Roberto M. Saporiti. Club Atlético Temperley: Cassé – Gugnali, Moris, H.Vargas, Moris, B.Villalba – Finarolli, Masotto (Villarruel), Lacava Schell (Ambroselli), Ortega – Guaita, Aldape. Trener: Humberto Zuccarelli. |
| 23 grudnia 1984 | River Plate – Unión Santa Fe 2:0 Enzo Francescoli (2, 1k) |
| 23 grudnia 1984 | Instituto Córdoba – San Lorenzo de Almagro 1:1 Oscar Dertycia - Miguel A. Rodríguez s |
| 23 grudnia 1984 | CA Vélez Sarsfield – Newell’s Old Boys 0:1 Roberto Viglione |
| 23 grudnia 1984 | Atlanta Buenos Aires – Racing Córdoba 0:1 Humberto R. Bravo mecz rozegrany został na stadionie klubu Deportivo Español |
| 23 grudnia 1984 | Rosario Central – CA Platense 3:0 Daniel Kuchen (k), Osvaldo Mattei (2) |

### Końcowa tabela Metropolitano 1984
| Poz | Klub                   | Mecze | Zw | Rem | Por | Pkt | BrZd | BrStr |
| --- | ---------------------- | ----- | -- | --- | --- | --- | ---- | ----- |
| 1   | Argentinos Juniors     | 36    | 20 | 11  | 5   | 51  | 69   | 36    |
| 2   | Ferro Carril Oeste     | 36    | 19 | 12  | 5   | 50  | 46   | 18    |
| 3   | Estudiantes La Plata   | 36    | 21 | 6   | 9   | 48  | 49   | 27    |
| 4   | River Plate            | 36    | 15 | 13  | 8   | 43  | 51   | 38    |
| 5   | Racing Córdoba         | 36    | 16 | 11  | 9   | 43  | 42   | 31    |
| 6   | CA Vélez Sarsfield     | 36    | 14 | 14  | 8   | 42  | 43   | 32    |
| 7   | Newell’s Old Boys      | 36    | 17 | 4   | 15  | 38  | 36   | 39    |
| 8   | San Lorenzo de Almagro | 36    | 11 | 15  | 10  | 37  | 47   | 46    |
| 9   | Talleres Córdoba       | 36    | 11 | 12  | 13  | 34  | 56   | 55    |
| 10  | Chacarita Juniors      | 36    | 11 | 12  | 13  | 34  | 30   | 36    |
| 11  | Instituto Córdoba      | 36    | 13 | 7   | 16  | 33  | 46   | 47    |
| 12  | CA Platense            | 36    | 10 | 13  | 13  | 33  | 34   | 45    |
| 13  | CA Temperley           | 36    | 9  | 13  | 14  | 31  | 23   | 28    |
| 14  | Independiente          | 36    | 10 | 11  | 15  | 31  | 45   | 59    |
| 15  | Unión Santa Fe         | 36    | 11 | 8   | 17  | 30  | 43   | 46    |
| 16  | Boca Juniors           | 36    | 10 | 10  | 16  | 30  | 34   | 49    |
| 17  | CA Huracán             | 36    | 9  | 9   | 18  | 27  | 36   | 55    |
| 18  | Rosario Central        | 36    | 7  | 11  | 18  | 25  | 27   | 41    |
| 19  | Atlanta Buenos Aires   | 36    | 8  | 8   | 20  | 24  | 32   | 61    |

### Klasyfikacja strzelców bramek Metropolitano 1984
| Gole | Piłkarz          | Klub               |
| ---- | ---------------- | ------------------ |
| 24   | Enzo Francescoli | River Plate        |
| 21   | Pedro Pasculli   | Argentinos Juniors |
| 17   | Dertycia, Oscar  | Instituto Córdoba  |
| 17   | Alberto Márcico  | Ferro Carril Oeste |
| 16   | Ramón Centurión  | Unión Santa Fe     |

### Tabela spadkowa Metropolitano 1984
| Poz | Klub                   | 1982 pkt | 1983 pkt | 1984 pkt | Razem pkt | Sezony | Średnia |
| --- | ---------------------- | -------- | -------- | -------- | --------- | ------ | ------- |
| 1   | Estudiantes La Plata   | 54       | 38       | 48       | 140       | 3      | 46.67   |
| 2   | Ferro Carril Oeste     | 37       | 46       | 50       | 133       | 3      | 44.33   |
| 3   | Independiente          | 52       | 48       | 31       | 131       | 3      | 43.67   |
| 4   | CA Vélez Sarsfield     | 42       | 44       | 42       | 128       | 3      | 42.67   |
| 5   | San Lorenzo de Almagro | 0        | 47       | 37       | 84        | 2      | 42.00   |
| 6   | Newell’s Old Boys      | 44       | 35       | 38       | 117       | 3      | 39.00   |
| 7   | Argentinos Juniors     | 28       | 36       | 51       | 115       | 3      | 38.33   |
| 8   | Boca Juniors           | 48       | 37       | 30       | 115       | 3      | 38.33   |
| 9   | Racing Córdoba         | 39       | 27       | 43       | 109       | 3      | 36.33   |
| 10  | River Plate            | 34       | 29       | 43       | 106       | 3      | 35.33   |
| 11  | Chacarita Juniors      | 0        | 0        | 34       | 34        | 1      | 34.00   |
| 12  | Instituto Córdoba      | 33       | 35       | 33       | 101       | 3      | 33.67   |
| 13  | CA Huracán             | 41       | 32       | 27       | 100       | 3      | 33.33   |
| 14  | Talleres Córdoba       | 33       | 33       | 34       | 100       | 3      | 33.33   |
| 15  | CA Temperley           | 0        | 33       | 31       | 64        | 2      | 32.00   |
| 16  | CA Platense            | 28       | 34       | 33       | 95        | 3      | 31.67   |
| 17  | Unión Santa Fe         | 27       | 38       | 30       | 95        | 3      | 31.67   |
| 18  | Rosario Central        | 37       | 30       | 25       | 92        | 3      | 30.67   |
| 19  | Atlanta Buenos Aires   | 0        | 0        | 24       | 24        | 1      | 24.00   |